# Novo Topolje
Novo Topolje is een plaats in de gemeente Donji Andrijevci in de Kroatische provincie Brod-Posavina. De plaats telt 217 inwoners (2001).